# Benedict Cumberbatch
Benedict Timothy Carlton Cumberbatch CBE (sinh ngày 19 tháng 7 năm 1976) là một nam diễn viên và nhà sản xuất phim người Anh, với sự nghiệp trải dài qua nhiều lĩnh vực như điện ảnh, truyền hình, sân khấu và phát thanh. Là con trai của hai diễn viên Timothy Carlton và Wanda Ventham, Cumberbatch tốt nghiệp Đại học Manchester rồi tiếp tục theo học ở Học viện Âm nhạc và Kịch nghệ Luân Đôn, tại đây anh đã nhận được một bằng Thạc sĩ Khoa học Xã hội (MA) trong lĩnh vực Diễn xuất Cổ điển. Năm 2005, anh lần đầu tiên biểu diễn tại Nhà hát Open Air, Regent's Park trong tác phẩm phục dựng Hedda Gabler của William Shakespeare, trong đó anh đóng vai George Tesman. Kể từ đó, nam diễn viên bắt đầu đóng chính trong các tác phẩm After the Dance (2010) và Frankenstein (2011) tại Nhà hát Hoàng gia Quốc gia. Vào năm 2015, anh diễn vở Hamlet của Shakespeare tại Nhà hát Barbican, Luân Đôn.
Các vai diễn nổi bật trong lĩnh vực truyền hình của Cumberbatch bao gồm Stephen Hawking trong bộ phim truyền hình Hawking năm 2004 và Richard III trong The Hollow Crown: The Wars of the Roses (2016). Đặc biệt phải kể đến loạt phim Sherlock đã đưa tên tuổi của anh lên tầm cỡ quốc tế. Cumberbatch bắt đầu góp mặt trong tác phẩm kể từ năm 2010, vào vai thám tử huyền thoại Sherlock Holmes.
Song song với mảng truyền hình, Cumberbatch còn tích cực hoạt động bên lĩnh vực điện ảnh, điển hình như các dự án Amazing Grace (2006), War Horse (2011), Star Trek Into Darkness vào vai kẻ phản diện Khan (2013), 12 năm nô lệ vai chủ đồn điền William Prince Ford (2013), The Fifth Estate vai Julian Assange (2013) và Người giải mã vai Alan Turing (2014). Ngoài ra nam diễn viên còn tham gia diễn xuất trong một số tác phẩm chính kịch lịch sử như The Current War (2017), 1917 (2019) và The Courier (2020). Từ năm 2012 đến năm 2014, anh lồng tiếng và mô phỏng chuyển động cho rồng Smaug và Chúa tể hắc ám Necromancer trong loạt phim The Hobbit. Cumberbatch thủ vai Bác sĩ Stephen Strange trong các bộ phim thuộc Vũ trụ Điện ảnh Marvel, bắt đầu với Doctor Strange (2016), và cũng tham gia lồng tiếng cho nhân vật này trong loạt phim hoạt hình What If...? (2021).
Cumberbatch đã vinh dự nhận được nhiều giải thưởng và đề cử cho diễn xuất, trong đó phải kể đến ba đề cử giải Laurence Olivier, chiến thắng ở hạng mục Nam diễn viên kịch xuất sắc nhất với vai diễn trong Frankenstein. Anh cũng gom về ba đề cử giải Primetime Emmy và chiến thắng tại hạng mục Nam diễn viên phim ngắn tập xuất sắc nhất với bộ phim Sherlock. Màn trình diễn đầy thuyết phục trong tác phẩm Người giải mã đã mang lại cho anh một đề cử giải Oscar cho Nam diễn viên chính xuất sắc nhất. Bên cạnh đó, nam nghệ sĩ còn nhận được 7 đề cử của Viện Hàn lâm Nghệ thuật Điện ảnh và Truyền hình Anh quốc (BAFTA), 6 đề cử giải thưởng của Nghiệp đoàn Diễn viên Màn ảnh (SAG), 3 đề cử giải thưởng Quả cầu vàng, 1 đề cử Oscar cho vai diễn trong The Power of the Dog cùng nhiều đề cử danh giá khác. Vào năm 2014, tạp chí Time đưa anh vào danh sách 100 người có ảnh hưởng nhất trên thế giới. Tháng 6 năm 2015, anh được Nữ vương Elizabeth II phong tặng Huân chương Đế quốc Anh (CBE) vì những cống hiến của mình cho nghệ thuật diễn xuất và từ thiện.

## Thiếu thời
Benedict Timothy Carlton Cumberbatch sinh ngày 19 tháng 7 năm 1976 tại Bệnh viện Queen Charlotte's and Chelsea ở quận Hammersmith thuộc Luân Đôn, là con trai của cặp diễn viên Timothy Carlton và Wanda Ventham. Anh được nuôi nấng và lớn lên tại Khu hoàng gia Kensington và Chelsea nằm ở phía tây Luân Đôn. Hơn nữa, nam diễn viên còn có một người chị cùng mẹ khác cha tên Tracy Peacock, là kết quả từ cuộc hôn nhân đầu tiên của mẹ mình. Ông nội của anh, Henry Carlton Cumberbatch, là một sĩ quan tàu ngầm ở cả hai cuộc thế chiến, đồng thời còn nổi danh trong giới xã hội thượng lưu ở Luân Đôn. Ông cố của anh, Henry Arnold Cumberbatch, là viên tổng lãnh sự của Nữ vương Victoria ở Thổ Nhĩ Kỳ và Liban, trong khi cụ cố Robert William Cumberbatch thì giữ chức vụ lãnh sự Anh ở Thổ Nhĩ Kỳ và Đế quốc Nga. Cumberbatch còn là họ hàng xa đời thứ 16 của vua Richard III, ngoài ra đây cũng là nhân vật mà anh hóa thân trong loạt phim truyền hình The Hollow Crown. Vào năm 2015, anh đã có mặt tại sự kiện an táng vị vua này rồi đọc lên một bài thơ tại nơi đó.

### Học vấn
Benedict Cumberbatch vào học tại trường nội trú từ năm 8 tuổi. Anh theo học trường Brambletye ở vùng Tây Sussex và là một cử nhân nghệ thuật của Trường nam sinh Harrow – một trong những trường nội trú lâu đời và danh giá bậc nhất nước Anh. Ngoài ra, anh cũng là một thành viên của hội Rattigan Society – câu lạc bộ kịch chủ chốt của trường Harrow, được đặt tên theo tên của cựu học sinh trường là nhà viết kịch Terence Rattigan. Cumberbatch đã tham gia vào rất nhiều tác phẩm của William Shakespeare ở trường và khởi đầu sự nghiệp diễn xuất với vai Titania, Nữ hoàng của các nàng tiên, trong tác phẩm Giấc mộng đêm hè khi anh 12 tuổi. Giáo viên kịch của Cumberbatch, Martin Tyrell, gọi anh là "diễn viên nhí xuất sắc nhất" mà ông từng làm việc cùng. Dù sở hữu tài năng nhập vai đáng kinh ngạc, nhưng giáo viên kịch của anh tại Harrow vẫn cảnh báo rằng anh không nên theo nghiệp diễn xuất, vì cho đó là một 'ngành nghề trải đầy sóng gió'.
Sau khi tốt nghiệp Harrow, Cumberbatch rời xa nước Anh trong vòng một năm để đi tình nguyện tại một tu viện Tây Tạng ở Darjeeling, Ấn Độ với tư cách là một giáo viên dạy tiếng Anh. Sau đó anh theo học kịch tại Đại học Manchester rồi tiếp tục học diễn xuất tại Viện Âm nhạc và Nghệ thuật Luân Đôn (LAMDA), tại đây anh tốt nghiệp bằng Thạc sĩ Khoa học Xã hội (MA) trong lĩnh vực Diễn xuất Cổ điển. Vào ngày 16 tháng 1 năm 2018, có thông tin cho rằng Cumberbatch sẽ kế nhiệm Timothy West để trở thành viện trưởng của LAMDA.

## Sự nghiệp

### Sân khấu

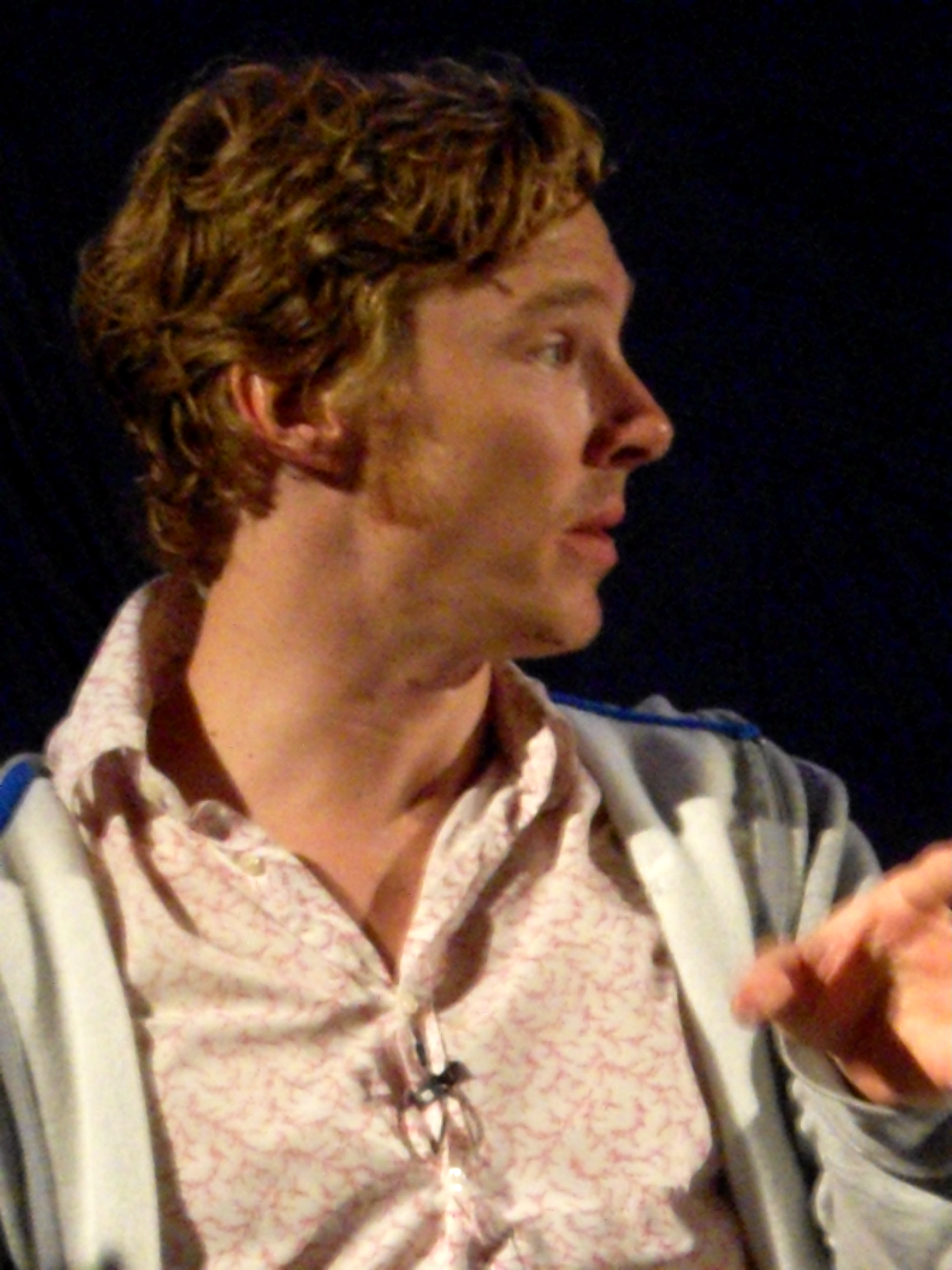
Benedict Cumberbatch tại buổi diễn vở kịch Frankenstein, tháng 4 năm 2011

Kể từ năm 2001, Cumberbatch đã đóng vai chính trong hàng chục vở kịch cổ điển tại Nhà hát Regent's Park Open Air, Nhà hát Almeida, Nhà hát Cung điện Hoàng gia và Nhà hát Hoàng gia Quốc gia. Anh nhận được đề cử giải Olivier cho Nam diễn viên phụ xuất sắc nhất với vai George Tesman trong vở Hedda Gabler, biểu diễn tại Nhà hát Almeida vào ngày 16 tháng 3 năm 2005. Ngày 16 tháng 3 năm 2005, Cumberbatch tiếp tục diễn lại vai này ở Nhà hát Duke of York's nằm trong địa phận West End. Chính điều đó đã tạo cơ hội cho nam diễn viên có màn ra mắt đầu tiên tại khu vực này.
Tháng 6 năm 2010, Cumberbatch đóng chính trong vở kịch phục dựng After the Dance của Terence Rattigan tại Nhà hát Hoàng gia Quốc gia, vào vai nhà quý tộc thập niên 1920 David Scott-Fowler. Tác phẩm đã gặt hái được thành công về cả mặt thương mại lẫn nghệ thuật, đồng thời còn chiến thắng bốn giải Olivier, trong đó có hạng mục Phục dựng xuất sắc nhất (Best Revival). Benedict cũng xuất hiện trong một sự kiện sân khấu từ thiện do Dramatic Need sản xuất mang tên The Children Monologues, được tổ chức tại Nhà hát Old Vic vào ngày 14 tháng 11 năm 2010.
Tháng 2 năm 2011, vào mỗi tối, Cumberbatch cùng với Jonny Lee Miller thay nhau diễn cả hai vai Victor Frankenstein và con quái vật của ông ta trong tác phẩm Frankenstein của Mary Shelley, được đạo diễn bởi Danny Boyle tại Nhà hát Hoàng gia Quốc gia. Frankenstein được phát sóng tại các rạp chiếu phim như một phần của chương trình National Theatre Live vào tháng 3 năm 2011. Vai diễn trong tác phẩm này đã mang lại cho Benedict cả ba giải Olivier, Evening Standard cùng Giải thưởng Kịch nghệ của Giới phê bình, được xem là ba giải thưởng danh giá nhất của sân khấu Luân Đôn (Triple Crown).
Cumberbatch vinh dự nằm trong dàn diễn viên biểu diễn tại sự kiện "Chặng đường 50 năm" của Công ty Nhà hát Hoàng gia Quốc gia, tổ chức vào ngày 2 tháng 11 năm 2013. Đây được xem như sự kiện mang tính bước ngoặt của Nhà hát vì là lần kỷ niệm thứ 50. Tại đó, anh đóng vai Rosencrantz trong một cảnh trích đoạn từ vở kịch Rosencrantz and Guildenstern Are Dead của Tom Stoppard. Chương trình này do Sir Nicholas Hytner đạo diễn và được phát sóng trên BBC Two, cũng như tại các rạp chiếu phim trên toàn thế giới như một phần của sự kiện National Theater Live.
Sau này Cumberbatch trở lại sân khấu và diễn vai chính trong vở Hamlet của William Shakespeare tại Nhà hát Barbican ở Luân Đôn. Vở kịch do Lyndsey Turner đạo diễn và được sản xuất bởi Sonia Friedman, bắt đầu trình diễn 12 tuần kể từ tháng 8 năm 2015, ngoài ra còn được Công ty Nhà hát Quốc gia phát sóng thông qua vệ tinh quốc tế với tên gọi Hamlet in Rehearsal. Nhờ có vai diễn này nên nam nghệ sĩ đã mang về đề cử giải Olivier thứ ba trong sự nghiệp.

### Truyền hình

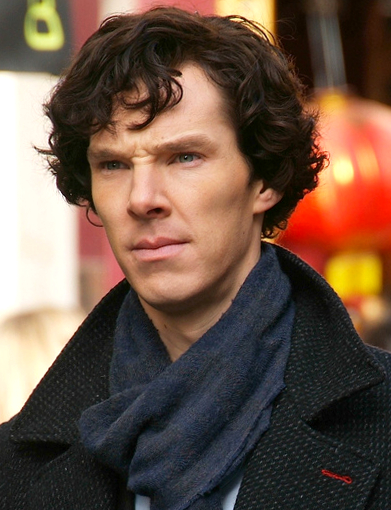
Cumberbatch khi đang đóng phim Sherlock tại Chinatown, London, tháng 3 năm 2010

Những vai diễn truyền hình đầu tiên mà Cumberbatch để lại dấu ấn gồm hai vai khách mời riêng biệt trong Heartbeat (2000, 2004), vai Freddy trong Tipping Velvet (2002), Edward Hand trong Cambridge Spies (2003) và Rory trong loạt phim truyền hình hài Fortysomething của kênh ITV (2003). Năm 2004, anh hóa thân thành nhà khoa học thiên tài Stephen Hawking trong tác phẩm Hawking, đồng thời đây cũng là vai chính đầu tiên mà nam nghệ sĩ đảm nhận. Với vai diễn này, anh đã nhận được đề cử giải BAFTA cho hạng mục Nam diễn viên chính phim truyền hình xuất sắc nhất và mang về tượng vàng giải Golden Nymph cho Nam diễn viên chính phim truyền hình xuất sắc nhất. Sau đó, Benedict lồng tiếng cho nhân vật Hawking trong tập đầu tiên của loạt Curiosity, hơn nữa còn xuất hiện trong miniseries Dunkirk của đài BBC với vai Trung úy Jimmy Langley.
Năm 2005, Cumberbatch hóa thân thành nhân vật chính Edmund Talbot trong series ngắn tập To the Ends of the Earth, dựa trên bộ ba tác phẩm của William Golding. Trong thời gian đóng phim, anh bị vướng vào một vụ cướp xe kinh hoàng ở Nam Phi nhưng đã may mắn trốn thoát. Nam diễn viên đã có màn xuất hiện ngắn ngủi trong chương trình hài kịch ngắn Broken News, cũng như trong loạt phim sitcom Nathan Barley của Channel 4 vào năm 2005. Năm 2007, Cumberbatch đóng cặp với Tom Hardy trong phim truyền hình chuyển thể Stuart: A Life Backwards, phát sóng trên đài BBC vào tháng 12 năm đó.
Năm 2008, Cumberbatch đóng chính trong series phim truyền hình ngắn tập của BBC The Last Enemy, giúp anh mang về một đề cử Giải Satellite cho Nam diễn viên chính phim ngắn tập hoặc phim truyền hình xuất sắc nhất. Một năm sau, nam diễn viên vào vai Bernard trong phim truyền hình chuyển thể Small Island và nhận được một đề cử giải BAFTA Truyền hình cho Nam diễn viên phụ xuất sắc nhất.
Cũng trong năm 2008, Cumberbatch diễn một vai trong vở kịch của Michael Dobbs là The Turning Point, nằm trong loạt vở kịch truyền hình được phát sóng trực tiếp trên kênh Sky Arts. Tác phẩm xoay quanh cuộc gặp mặt diễn ra vào tháng 10 năm 1938 giữa điệp viên Liên Xô Guy Burgess (lúc bấy giờ đang làm việc cho BBC) và Winston Churchill. Khi ấy Cumberbatch hóa thân thành nhân vật Burgess, trong khi vai Churchill thì được giao cho Matthew Marsh - nam diễn viên từng góp mặt trong phim Hawking. Ngoài ra, anh còn là người dẫn chuyện trong series phim 6 phần South Pacific (tên Mỹ: Wild Pacific), được phát sóng từ tháng 5 đến tháng 6 năm 2009 trên kênh BBC 2.
Năm 2010, Cumberbatch vào vai Vincent van Gogh trong bộ phim Van Gogh: Painted with Words. Tờ The Telegraph đã đánh giá diễn xuất của nam diễn viên như sau: "Quả là thú vị... khi đưa Van Gogh trở lại cuộc đời đầy mê hoặc một cách sống động". Trong cùng năm đó, bước ngoặt đến với Cumberbatch khi anh bắt đầu góp mặt trong loạt phim truyền hình Sherlock của liên đài BBC/PBS và được giới chuyên môn hết lời ngợi ca. Mùa phim thứ hai bắt đầu phát sóng vào ngày đầu năm mới 2012 tại Vương quốc Anh và được phát lại trên kênh PBS tại Mỹ vào tháng 5 năm 2012. Mùa phim thứ ba tiếp tục phát sóng trên kênh PBS trong khoảng thời gian ba tuần, từ tháng 1 đến tháng 2 năm 2014. Cumberbatch đã thắng một giải Primetime Emmy cho Nam diễn viên phim ngắn tập xuất sắc nhất nhờ màn nhập vai xuất thần trong tập thứ ba của mùa ba mang tên "His Last Vow". Cũng trong lúc đó, Cumberbatch sở hữu một trong những cộng đồng người hâm mộ tích cực nhất cho đến nay, là một trong ba 'Big Three' trên trang web truyền thông xã hội Tumblr, gọi là SuperWhoLock. Vào tháng 4 năm 2015, Cumberbatch tiếp tục mang về đề cử thứ 6 giải BAFTA trong hạng mục Nam diễn viên xuất sắc cho mùa thứ ba của Sherlock. Năm 2016, nam nghệ sĩ một lần nữa nhận được đề cử giải Emmy cho Nam diễn viên phim ngắn tập xuất sắc nhất, lần này là cho vai diễn trong tập phim Sherlock: The Abominable Bride.
Năm 2012, Cumberbatch song diễn cùng Rebecca Hall trong series truyền hình ngắn Parade's End do BBC và HBO đồng sản xuất, chuyển thể từ bộ tứ tiểu thuyết cùng tên của Ford Madox Ford. Diễn xuất của Benedict đã giúp anh có được đề cử giải Emmy thứ hai cho Nam diễn viên phim ngắn tập hoặc phim truyền hình xuất sắc nhất. Vào tháng 2 năm 2014, Cumberbatch tham gia chương trình Sesame Street cùng hai nhân vật Murray và Bá tước von Count.
Vào tháng 4 năm đó, Cumberbatch vào vai vua Richard III trong phần phim thứ hai của The Hollow Crown, chuyển thể từ vở kịch cùng tên của đại văn hào Shakespeare. Cũng vào thời điểm này, Cumberbatch trở thành đại sứ thương hiệu cho các hãng xe sang trọng Dunlop và Jaguar kể từ năm 2014.
Vào tháng 2 năm 2017, Cumberbatch được tuyển vào vai chính trong Patrick Melrose, một series truyền hình loạt ngắn chuyển thể từ tiểu thuyết của Edward St Aubyn, bắt đầu phát sóng trên kênh Showtime vào ngày 12 tháng 5 năm 2018. Hai năm sau, nam tài tử tái xuất với vai chiến lược gia chính trị người Anh Dominic Cummings (từng là lãnh đạo chiến dịch Vote Leave, nhằm ủng hộ việc Vương quốc Anh tách khỏi Liên minh châu Âu) trong Brexit: The Uncivil War của HBO và Channel 4.

### Điện ảnh

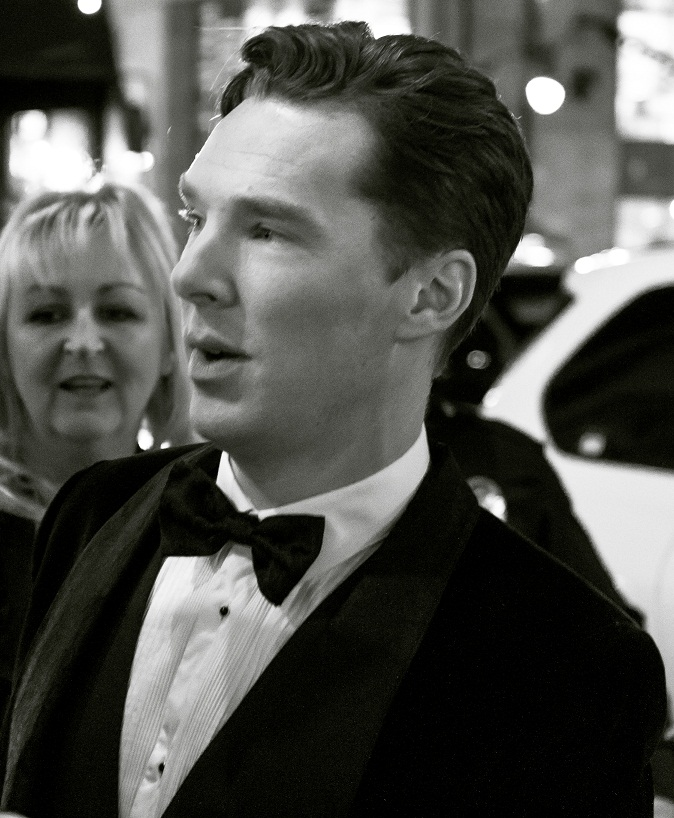
Cumberbatch tại buổi công chiếu phim Người Hobbit: Đại chiến với rồng lửa, Los Angeles tháng 12 năm 2013.

Năm 2006, Cumberbatch thể hiện nhân vật William Pitt the Younger trong tác phẩm Ân điển diệu kỳ. Vai diễn đã mang lại cho anh một đề cử giải Hội Phê bình Điện ảnh Luân Đôn trong hạng mục "Diễn xuất đột phá nước Anh". Trong Chuộc lỗi (2007), Cumberbatch đã diễn một vai mà tờ The Guardian gọi là "một phần nhỏ trong bộ phim lớn", khiến nam diễn viên lọt vào mắt xanh của Sue Vertue và Stephen Moffat, những người sau này sẽ tuyển anh vào phim Sherlock. Năm 2008, Cumberbatch sắm một vai phụ trong The Other Boleyn Girl, và vào năm 2009 thì xuất hiện trong phim Creation kể về tiểu sử nhà bác học Charles Darwin, thủ vai một người bạn của Darwin tên là Joseph Hooker. Anh cũng hóa thân thành Peter Guillam – cánh tay phải của George Smiley, trong bộ phim gián điệp Tinker Tailor Soldier Spy, chuyển thể vào năm 2011 từ cuốn tiểu thuyết của John le Carré. Tác phẩm do Tomas Alfredson đạo diễn, với hai vai chính nằm về tay Gary Oldman và Colin Firth. Cũng trong năm đó, Cumberbatch vào vai Thiếu tá Jamie Stewart trong phim War Horse của đạo diễn Steven Spielberg.
Năm 2012, Cumberbatch lồng tiếng và mô phỏng chuyển động bằng công nghệ motion-capture cho cả hai vai Rồng Smaug và Chúa tể hắc ám Necromancer trong Người Hobbit: Hành trình vô định – phần phim đầu tiên trong loạt The Hobbit, được làm phỏng theo nguyên tác tiểu thuyết cùng tên của J.R.R. Tolkien. Anh tiếp tục thể hiện lại các vai diễn này trong hai phần phim nối tiếp Đại chiến với rồng lửa (2013) và Đại chiến Năm cánh quân (2014). Đối với việc áp dụng công nghệ motion-picture trong các bộ phim, nam diễn viên đã vận một bộ quần áo và đánh dấu một số chỗ trên khuôn mặt để làm nổi bật những biểu cảm và chuyển động của con rồng. Anh chia sẻ với Total Film rằng "Bạn chỉ cần nằm thụp xuống thảm lót sàn và trở nên mất kiểm soát, ở một nơi trông na ná như một tòa nhà chính phủ bình thường. Tôi cũng thực hiện điều đó, với bốn camera tĩnh và tất cả các thiết bị cảm biến xung quanh mình."

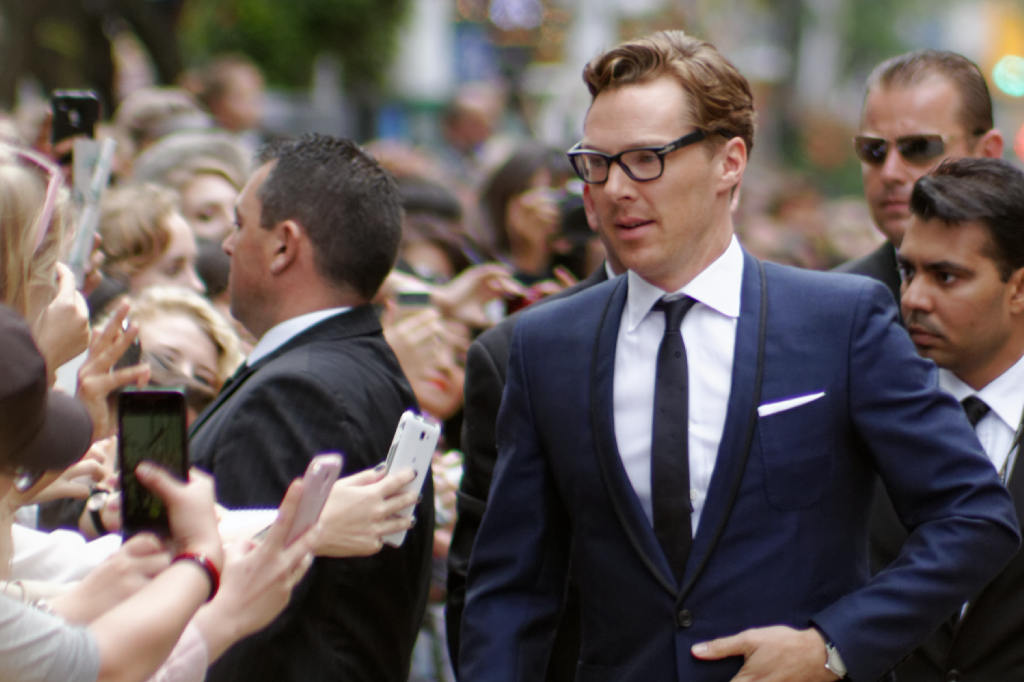
Cumberbatch trong buổi ra mắt phim Người giải mã tại TIFF, tháng 12 năm 2014.

Năm 2013, Cumberbatch xuất hiện trong bộ phim hậu truyện Star Trek Into Darkness của đạo diễn J. J. Abrams, thủ vai Khan – phản diện chính của phim. Ba trong bốn bộ phim mà anh tham gia trong nửa cuối năm 2013 đã được ra mắt tại Liên hoan phim quốc tế Toronto, đó là The Fifth Estate, trong phim anh vào vai nhà sáng lập của WikiLeaks Julian Assange; 12 năm nô lệ vai chủ sở hữu nô lệ William Prince Ford; và August: Osage County vai Charles Aiken. Trong phim August: Osage Country, Cumberbatch còn thu âm ca khúc nhạc phim chính thức có tựa đề "Can't Keep It Inside".
Cuối năm 2013, Benedict Cumberbatch, Adam Ackland, biên kịch kiêm đạo diễn Patrick Monroe, điều phối viên cho các cảnh hành động Ben Dillon và nhà quản lý sản xuất Adam Selves đã cùng nhau hợp tác và thành lập một công ty sản xuất mang tên SunnyMarch Ltd. Dự án đầu tiên của họ theo biểu ngữ của công ty là đầu tư 87.000 Bảng Anh cho bộ phim ngắn kinh phí thấp Little Favour, được chắp bút và đạo diễn bởi Monroe, với Cumberbatch đóng vai chính. Bộ phim hành động kinh dị dài 30 phút này đã được phát hành rộng rãi toàn cầu trên iTunes vào ngày 5 tháng 11 năm 2013.
Tháng 1 năm 2014, Gary Oldman xác nhận rằng Cumberbatch, cùng với Ralph Fiennes và Amanda Seyfried sẽ góp mặt trong dự án tiếp theo do chính ông làm đạo diễn mang tên Flying Horse, kể về cuộc đời của nhiếp ảnh gia người Anh Eadweard Muybridge. Cumberbatch cũng lồng tiếng cho vai chó sói Classified trong bộ phim hoạt hình Biệt đội cánh cụt vùng Madagascar của hãng DreamWorks Animation, được công chiếu vào ngày 26 tháng 11 năm 2014 tại Mỹ.

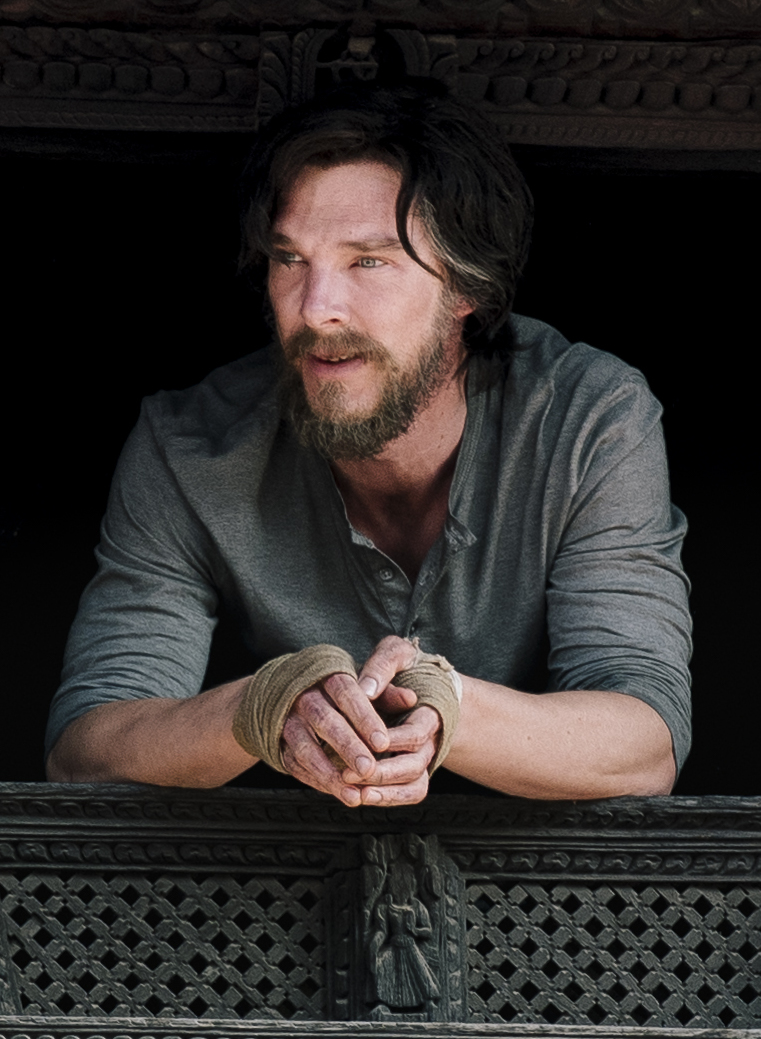
Cumberbatch tại trường quay Doctor Strange tháng 11 năm 2015.

Cumberbatch thủ vai chính trong tác phẩm lịch sử Người giải mã. Bộ phim tái hiện lại cuộc đời của nhà toán học – chuyên gia mã hóa người Anh Alan Turing, bắt đầu khởi chiếu tại Mỹ vào ngày 28 tháng 11 năm 2014. Với vai diễn này, anh đã có được đề cử Oscar đầu tiên trong sự nghiệp, cùng với hàng loạt giải thưởng danh giá khác.
Tháng 5 năm 2014, anh tham gia vào dàn diễn viên của bộ phim Black Mass cùng với Johnny Depp, được phát hành trên toàn thế giới bởi hãng Warner Bros. Pictures.
Tháng 12 năm 2014, tài tử vào vai Doctor Strange trong bộ phim cùng tên của hãng Marvel Studios, ra rạp vào tháng 11 năm 2016. Anh tiếp tục thể hiện lại vai diễn này trong các tác phẩm Avengers: Cuộc chiến vô cực công chiếu vào tháng 4 năm 2018; và Avengers: Hồi kết phát hành vào cùng kỳ năm 2019. Vai diễn Strange của anh cũng xuất hiện trong Người Nhện: Không còn nhà (2021) và Phù thủy tối thượng trong Đa Vũ trụ hỗn loạn (2022). Cumberbatch hóa thân thành bộ óc lỗi lạc Thomas Edison trong tác phẩm lịch sử The Current War (2017). Sau đó, anh lồng tiếng cho nhân vật chính trong phim hoạt hình The Grinch ra mắt năm 2018, đồng thời còn lồng tiếng và mô phỏng  động cho con hổ Shere Khan trong bộ phim chuyển thể Mowgli: Huyền thoại rừng xanh – phỏng theo tuyển tập truyện ngắn Chuyện rừng xanh do Rudyard Kipling sáng tác – cùng với hai diễn viên Christian Bale và Cate Blanchett. Năm 2019, anh xuất hiện chớp nhoáng với vai Đại tá người Anh Mackenzie trong bộ phim chiến tranh sử thi 1917 của đạo diễn Sam Mendes.
Năm 2021, Cumberbatch thủ vai chính trong The Power of the Dog, do Jane Campion viết kịch bản và đạo diễn. Diễn xuất của anh trong phim nhận được nhiều lời tán dương, cũng như anh được đề cử giải Oscar, BAFTA, SAG và Quả cầu vàng cho Nam diễn viên chính xuất sắc nhất. Cùng năm, Cumberbatch vào vai Louis Wain, một nghệ sĩ người Anh nổi tiếng với việc vẽ những con mèo mắt to được nhân cách hóa, trong The Electrical Life of Louis Wain.
Năm 2023, Cumberbatch thủ vai chính trong bộ phim ngắn The Wonderful Story of Henry Sugar của đạo diễn Wes Anderson, chuyển thể từ truyện ngắn cùng tên của Roald Dahl. Anh đóng cùng các diễn viên Ralph Fiennes, Dev Patel và Ben Kingsley.

### Thu âm
Cumberbatch đã nhiều lần bày tỏ sự yêu mến của mình đối với công việc phát thanh và đã thực hiện nhiều tác phẩm cho đài BBC. Một trong số các bản thu âm nổi tiếng nhất của Cumberbatch là tác phẩm chuyển thể Rumpole and the Penge Bungalow Murders từ tiểu thuyết của John Mortimer vào năm 2009. Trong tác phẩm, anh thủ vai Rumpole Trẻ, rồi sau đó tiếp tục vai diễn này thêm chín phần chuyển thể nữa. Sau đó anh tiếp tục vào vai Thiên thần Islington trong tác phẩm chuyển thể từ Neverwhere của nhà văn Neil Gaiman, phát trên đài BBC Radio 4 vào năm 2013. Cùng năm đó, Cumberbatch đã đóng vai chính trong tác phẩm chuyển thể từ vở kịch Copenhagen của tác giả Michael Frayn, phát trên đài BBC Radio 3. Trong tác phẩm, anh vào vai nhà vật lý học Werner Heisenberg.
Trong dịp kỷ niệm 70 năm Cuộc đổ bộ Normandie, Cumberbatch đã đọc lại các bản tin phát thanh gốc từ tháng 6 năm 1944 trên đài BBC Radio 4.

### Tường thuật
Cumberbatch đã thuật lại rất nhiều tài liệu cho kênh National Geographic và kênh Discovery Channel. Anh cũng đóng vai trò kể chuyện cho một vài sách audiobook, bao gồm Casanova, The Tempest, The Making of Music, Death in a White Tie, Artists in Crime, Sherlock Holmes: The Rediscovered Railway Mysteries cùng nhiều sách truyện khác. Anh còn phụ trách khâu lồng tiếng trong một số quảng cáo truyền hình, bao gồm các tên tuổi lớn như Jaguar, Sony, Pimms và Google+. Tại Thế vận hội Luân Đôn 2012, Cumberbatch được vinh dự diễn xuất trong một bộ phim ngắn về lịch sử của Luân Đôn, mở đầu cho việc đưa tin về sự kiện trên đài BBC vào lễ khai mạc. Anh cũng xuất hiện tại hai lễ hội từ thiện Cheltenham: lễ hội về Âm nhạc vào tháng 7 năm 2012, tại đây Cumberbatch đọc thơ và văn xuôi kèm theo piano về Chiến tranh thế giới thứ nhất; và lễ hội về Văn học trong tháng 10 năm 2012, tại đây anh đã thảo luận về tác phẩm Sherlock và Parade's End tại The Centaur. Vào năm 2012, nam diễn viên đã góp giọng cho một bản nhạc track spoken-word bốn phần có tựa đề "Flat of Angles" cho album Late Night Tales, dựa trên một câu chuyện được viết bởi tác giả và nhà thơ Simon Cleary. Phần cuối cùng của tác phẩm được phát hành vào ngày 9 tháng 5 năm 2014.
Cũng trong năm 2012, Cumberbatch đã góp giọng cho nhân vật Dante Alighieri trong phim tài liệu Girlfriend in a Coma. Năm 2013, Cumberbatch tường thuật bộ phim tài liệu Jerusalem về thành phố cổ này. Bộ phim được phát hành bởi National Geographic Cinema Ventures tại các rạp IMAX 3D trên toàn thế giới. Cùng năm đó, Cumberbatch xuất hiện với tư cách khách mời đặc biệt trong bản thu âm opera Usher House của Gordon Getty, tại đây anh lồng tiếng cho vai "Người du khách", được thu âm và phát hành bởi Pentatone.
Ngoài ra, Cumberbatch còn thuật lại tài liệu Cristiano Ronaldo: The World at his Feet về người cầu thủ bóng đá Bồ Đào Nha cho các hãng phim Vimeo và Vision Films vào năm 2014. Tháng 8 năm 2014, anh đã thu âm bản audiobook không rút gọn đầu tiên của cuốn tiểu thuyết năm 1964 The Spire của tác giả William Golding cho hãng Canongate Books.

### Hoạt động khác

#### Âm nhạc
Vào ngày 28 tháng 9 năm 2016, Cumberbatch đã xuất hiện trên sân khấu cùng với thành viên của ban nhạc Pink Floyd là David Gilmour, trong chuyến lưu diễn ở Luân Đôn được tổ chức tại Royal Albert Hall. Anh là giọng ca chính của bài "Comfortably Numb", thể hiện những đoạn thơ ban đầu được hát bởi Roger Waters.

#### Vua nhại lại
Thành thạo trong việc đóng giả người khác, Cumberbatch được tạp chí Vulture ví như "Vị tân vương trong trò bắt chước người nổi tiếng". Anh đã bắt chước những nhân vật nổi danh trong một số chương trình trò chuyện, chẳng hạn như The Graham Norton Show trên BBC, The Tonight Show Starring Jimmy Fallon trên NBC, hay như trong các cuộc phỏng vấn chung trên các kênh như MTV. Những nhân vật mà anh đóng giả bao gồm Alan Rickman, Sean Connery, Jack Nicholson, Tom Hiddleston, Michael Caine, Christopher Walken, Tom Holland, Bane, John Malkovich, Matthew McConaughey, Taylor Swift và Chewbacca.

## Hình ảnh công chúng
Diễn xuất của Benedict Cumberbatch chỉ được công nhận rộng rãi khi anh bắt đầu đóng vai chính trong phần phim Sherlock đầu tiên vào năm 2010. Từ đó anh được xem như "The Thinking Woman's Crumpet" (tạm dịch: Biểu tượng tình yêu của phái nữ trí thức) - danh hiệu chỉ dành cho những nhân vật có sức quyến rũ đối với người khác giới nhờ vào sự thông minh và vẻ ngoài cuốn hút của họ. Và kể từ đó anh luôn giữ vững vị trí trong danh sách "Người đàn ông đương đại quyến rũ nhất" của nhiều tạp chí, trong đó phải kể đến hai tờ Empire và People.

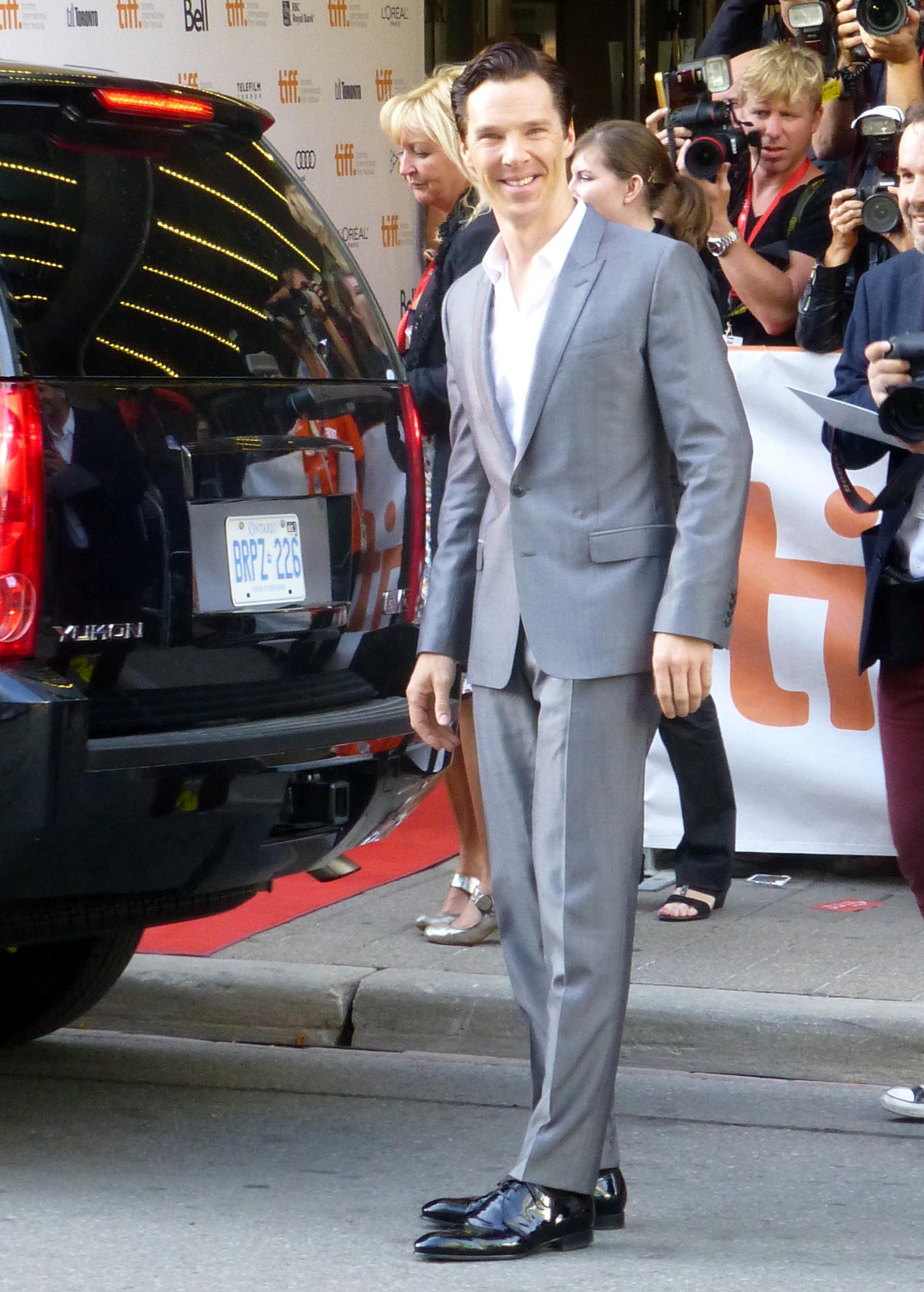
Cumberbatch tại buổi ra mắt phim 12 năm nô lệ, Liên hoan phim quốc tế Toronto 2013

Năm 2012, Tạp chí Tatler còn liệt kê Cumberbatch trong danh sách "Những người độc thân đáng chọn nhất nước Anh" (Most Eligible Bachelors in the United Kingdom). Trong cùng năm đó, anh đã lên tiếng về một vụ quấy rối qua mạng, trước đó Cumberbatch phát hiện ra rằng một người nào đó đã tweet trực tiếp mọi cử động của anh tại nhà riêng ở Luân Đôn. Chấp nhận điều này, theo anh là "một quá trình tiếp diễn. Cứ hình dung ai đó biết tất cả mọi thứ tôi đã làm trong một ngày và ngay lập tức nói với mọi người trên thế giới!" Bức ảnh của anh được chụp tại Garrick Club bởi nhiếp ảnh gia nổi tiếng Derry Moore đã được đưa vào trang bìa của cuốn sách năm 2012 "An English Room" của Moore.
Năm 2013, Cumberbatch đứng vị trí thứ 5 trong danh sách "Những người quyến rũ nhất xứ sở sương mù" của tạp chí Tatler, cao hơn cả Catherine, Công tước phu nhân xứ Cambridge và chỉ đứng sau Nữ vương Elizabeth II. Tạp chí Entertainment Weekly xếp anh vào một trong top "50 nghệ sĩ sáng tạo và thú vị nhất" ở Hollywood. Cumberbatch cũng xuất hiện trên trang bìa của tạp chí GQ, tạp chí Time và trên mục "New A-list" của tờ The Hollywood Reporter.
Năm 2014, Cumberbatch góp mặt trong danh sách "100 Đấng Sáng tạo của thế kỷ 21" của tờ The Sunday Times và được như Laurence Olivier của thời đại này. Nhà phê bình phim Roger Friedman nói rằng "Cumberbatch có lẽ là người gần nhất có thể trở thành hậu duệ thực thụ của Sir Laurence Olivier". Trong khi đó, tờ GQ cũng đưa anh vào top "100 người đàn ông kết nối nhất" (100 Most Connected Men) của nước Anh năm 2014. Cùng năm đó, tạp chí Country Life vinh danh anh vào danh sách "Quý ông của năm".
Tháng 4 năm 2014, Cumberbatch được coi là một biểu tượng văn hóa của Anh, trong đó giới trẻ ngoại quốc gán anh vào nhóm những người mà họ cảm thấy gắn bó nhất với văn hóa Vương quốc Anh, bao gồm William Shakespeare, Nữ vương Elizabeth II, David Beckham, J. K. Rowling, The Beatles, Charlie Chaplin, Elton John và Adele. Cũng trong tháng này, tạp chí Time điểm mặt Cumberbatch trong danh sách thường niên TIME 100 với tư cách là một trong "Những Nhân vật có ảnh hưởng nhất Thế giới". Cumberbatch cũng chính là nguồn cảm hứng và là trung tâm của vở kịch Benedict Cumberbatch Must Die (Benedict Cumberbatch phải chết), mặc dù tiêu đề có vẻ khá bi thảm, nhưng vở kịch lại là một "bức thư tình" và là bức chân dung của sự ám ảnh về fan hâm mộ xung quanh nam diễn viên. Vở kịch được chiếu vào tháng 6 năm 2014 tại nhà hát BATS tại New Zealand.
Bể cá Tennessee Aquarium (nằm tại Chattanooga, tiểu bang Tennessee, Hoa Kỳ) đã đặt tên một trong những chú rái cá của họ là "Benny" theo tên của Benedict Cumberbatch sau một cuộc thi đặt tên diễn ra trên trang web của bể cá. Từ tháng 10 năm 2014, một bức tượng sáp tạc hình Cumberbatch đã được trưng bày tại Madame Tussauds London. Năm 2015, anh trở thành một trong 50 người đàn ông Anh mặc đẹp nhất do tạp chí GQ bầu chọn. Ba năm sau, tổ chức PETA tuyên bố Cumberbatch và đạo diễn Ava DuVernay là Người nổi tiếng thuần chay đẹp nhất 2018. Trong một tấm bìa của tạp chí Vanity Fair năm 2022, Cumberbatch nổi lên với bộ dạng ướt sũng, khuôn mặt cau có bước ra từ một bồn tắm đầy xà phòng, bên cạnh đó là một bầy thiên nga.
Tháng 2 năm 2022, Benedict Cumberbatch vinh dự được gắn sao trên Đại lộ Danh vọng Hollywood. Trong bài phát biểu nhận sao, nam diễn viên gửi lời tri ân và tưởng nhớ người chị gái quá cố vừa qua đời vì bệnh ung thư hồi năm ngoái. Buổi lễ vinh danh của anh còn có sự góp mặt của Chủ tịch Marvel Studio Kevin Feige và đạo diễn J. J. Abrams.

## Hoạt động xã hội và từ thiện
Benedict Cumberbatch là đại sứ của tổ chức từ thiện The Prince's Trust. Anh là một người ủng hộ và bảo trợ của các tổ chức tập trung vào việc sử dụng nghệ thuật để giúp đỡ những người trẻ chịu thiệt thòi, bao gồm quỹ từ thiện Odd Arts, Anno's Africa và Dramatic Need. Nam diễn viên là đại sứ kể từ sau vai Stephen Hawking năm 2004, và vào năm 2015 thì trở thành nhà bảo trợ của Hiệp hội Bệnh Thần kinh Vận động; vào năm 2014 anh đã thực hiện thử thách Ice Bucket Challenge nhằm ủng hộ tổ chức này. Anh cũng thành lập một quỹ phục hồi nhằm phục vụ lợi ích của Hiệp hội Xơ cứng Teo cơ Một bên. Ngoài ra, nam diễn viên còn quyên góp các tác phẩm nghệ thuật cho những tổ chức từ thiện và gây quỹ, như Willow Foundation và Thomas Coram Foundation for Children.

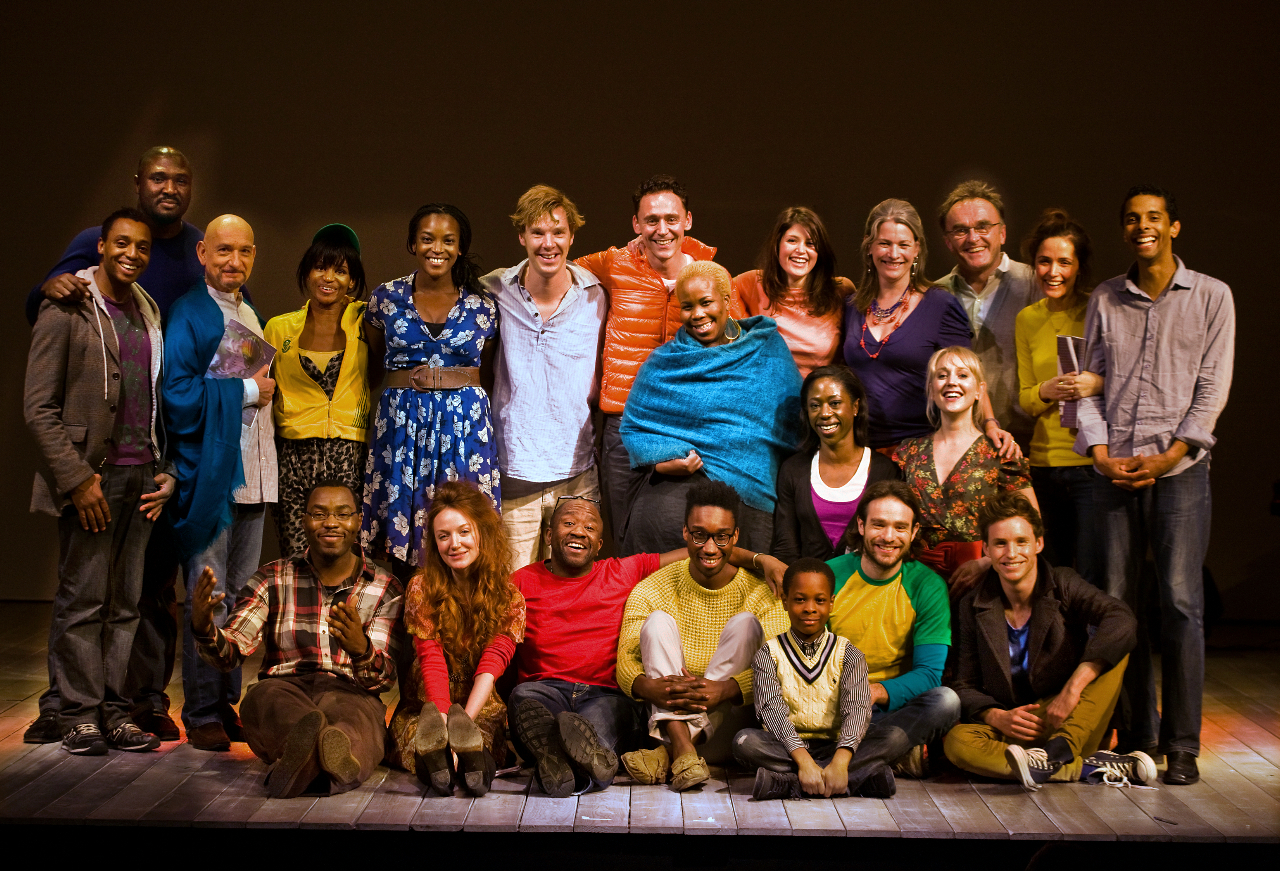
Cumberbatch (thứ sáu hàng trên, từ trái sang phải) cùng dàn diễn viên của The Children's Monologues, tại Nhà hát Old Vic ở Luân Đôn vào ngày 14 tháng 11 năm 2010.

Năm 2003, Cumberbatch tham gia cuộc biểu tình Stop the War Coalition ở Luân Đôn nhằm phản đối chiến tranh Iraq. Anh đã nói chuyện với các nhà hoạt động xã hội trong một cuộc biểu tình năm 2010 được tài trợ bởi Đại hội Công đoàn tại Westminster về những rủi ro có thể xảy đến đối với nghệ thuật do cắt giảm chi tiêu dự kiến trong tiến trình tổng quan chi tiêu của Chính phủ. Trong năm 2013, anh lên tiếng phản đối khi nhận thấy các quyền tự do dân sự đang bị vi phạm bởi Chính phủ Vương quốc Anh.
Cùng với Vương tế Philip, Cumberbatch trao tặng cho 85 người trẻ tuổi giải thưởng Công tước xứ Edinburgh tại cung điện St. James vào ngày 19 tháng 3 năm 2014. "Tham vọng của chúng tôi là mở rộng cơ hội này đến hàng trăm ngàn người trên khắp nước Anh", Cumberbatch phát biểu thay mặt cho chương trình giải thưởng tuổi trẻ.
Tháng 5 năm 2014, Cumberbatch tham gia cùng Vương tôn William và Ralph Lauren tại Lâu đài Windsor trong một buổi dạ tiệc gây quỹ cho Quỹ niềm tin NHS của bệnh viện chuyên điều trị ung thư The Royal Marsden. Anh phát biểu: "Ung thư không phải là một căn bệnh cần nhiều nhận thức, nhưng nó cần nguồn tài trợ liên tục cho việc nghiên cứu". Vào tháng 9 năm 2014, nam diễn viên đã tham gia vào một chiến dịch quảng cáo video cho chương trình Stand Up To Cancer. Cùng với nhiều nhân vật nổi tiếng khác, Cumberbatch còn tham gia làm mẫu chụp ảnh cho một cuộc triển lãm tại Pall Mall, Luân Đôn của nhiếp ảnh gia Jason Bell từ ngày 16 đến ngày 20 tháng 9 năm 2014 để đánh dấu 10 năm của chiến dịch từ thiện "Give Up Clothes For Good", đã mang về cho tổ chức Nghiên cứu ung thư Anh quốc 17 triệu Bảng Anh. Vào năm 2014, anh đã công khai ủng hộ "Hacked Off" và chiến dịch đòi báo giới Vương quốc Anh tự chỉnh đốn, bằng cách "bảo vệ cánh báo chí khỏi sự can thiệp chính trị, đồng thời mang lại sự bảo vệ tuyệt đối quan trọng cho những người dễ bị tổn thương."
Cumberbatch là một người ủng hộ LGBT. Vào ngày Quốc tế Phụ nữ năm 2014, anh đã ký thỉnh nguyện thư của Tổ chức Ân xá Quốc tế gửi Thủ tướng Anh David Cameron đòi quyền phụ nữ ở Afghanistan. Ngoài ra, Cumberbatch còn là người ủng hộ Thuyết nam nữ bình quyền.
Trong một câu chuyện trang bìa của tạp chí Out số ra tháng 11 năm 2014 nhằm quảng bá cho bộ phim Người giải mã, Cumberbatch đề cập vấn đề thử nghiệm tình dục trong thời gian anh ở trường nội trú với những quan điểm thông thoáng. Nhóm LGBT Stonewall từng tỏ lời ca ngợi ý kiến Cumberbatch, nói rằng, "Thấy một người nào đó trong mắt công chúng - đặc biệt là người có ảnh hưởng lớn như Benedict - nói chuyện tích cực xung quanh vấn đề đồng tính, chính là một nguồn sức mạnh cho những người đồng tính nam, nữ hay lưỡng tính trẻ tuổi. Thực tế khi họ lớn lên rất khó có thể tìm được hình mẫu có thể chứng minh rằng dù cong hay thẳng thì đều bình đẳng như nhau".
Cumberbatch là thành viên sáng lập của chiến dịch "Save Soho" nhằm phục vụ mục đích "bảo vệ và nuôi dưỡng âm nhạc mang tính biểu tượng và biểu diễn nghệ thuật tụ điểm tại Soho." Trong một bức thư ngỏ được công bố công khai trên tờ The Guardian vào ngày 31 tháng 1 năm 2015, Cumberbatch cùng với những diễn viên khác đã yêu cầu chính quyền xóa tội cho tất cả những người đàn ông đồng tính và lưỡng tính, những người đã từng bị kết án dưới đạo luật "không đứng đắn" không còn hiệu lực nữa, giống như nhân vật Alan Turing mà Cumberbatch đã vào vai trong Người giải mã.
Tháng 9 năm 2015, Cumberbatch lên án phản ứng của chính phủ Anh về cuộc Khủng hoảng nhập cư ở châu Âu trong một bài phát biểu đến khán giả trong thời gian hạ màn của vở kịch Hamlet mà anh đóng vai chính. Cumberbatch cũng khởi đầu một chiến dịch video giúp tổ chức từ thiện Save The Children trong sứ mệnh hỗ trợ những người tị nạn Syria trẻ tuổi. Anh cũng tham gia ký tên trong một bức thư ngỏ đăng trên tờ The Guardian, chỉ trích Chính phủ về những hành động của họ liên quan đến vấn đề người tị nạn. Mỗi tối sau khi vở Hamlet hạ màn tại Barbican ở Luân Đôn, anh đã đưa ra bài phát biểu và xin tài trợ để giúp đỡ những người tị nạn Syria. Khi giai đoạn chạy vở kịch kết thúc vào cuối năm 2015, khán giả của anh đã đóng góp được hơn 150.000 bảng Anh cho quỹ "Save the Children".
Vào năm 2016, Cumberbatch là một trong số 280 nghệ sĩ bỏ phiếu ủng hộ Vương quốc Anh ở lại Liên minh châu Âu trong cuộc trưng cầu dân ý về tư cách thành viên của Anh Quốc.
Năm 2022, sau cuộc tấn công của Nga vào Ukraine, Cumberbatch phát biểu rằng anh muốn trở thành một phần trong kế hoạch "những ngôi nhà cho Ukraine" của chính phủ, nhằm cho phép người dân Anh tiếp nhận dòng người tị nạn đến từ Ukraine. Tại Liên hoan phim Santa Barbara, nam diễn viên đã giơ cao lá cờ Ukraine trong một cử chỉ ủng hộ đất nước Đông Âu này, đồng thời nói rằng "Đoàn kết vì Ukraine".

## Đời tư

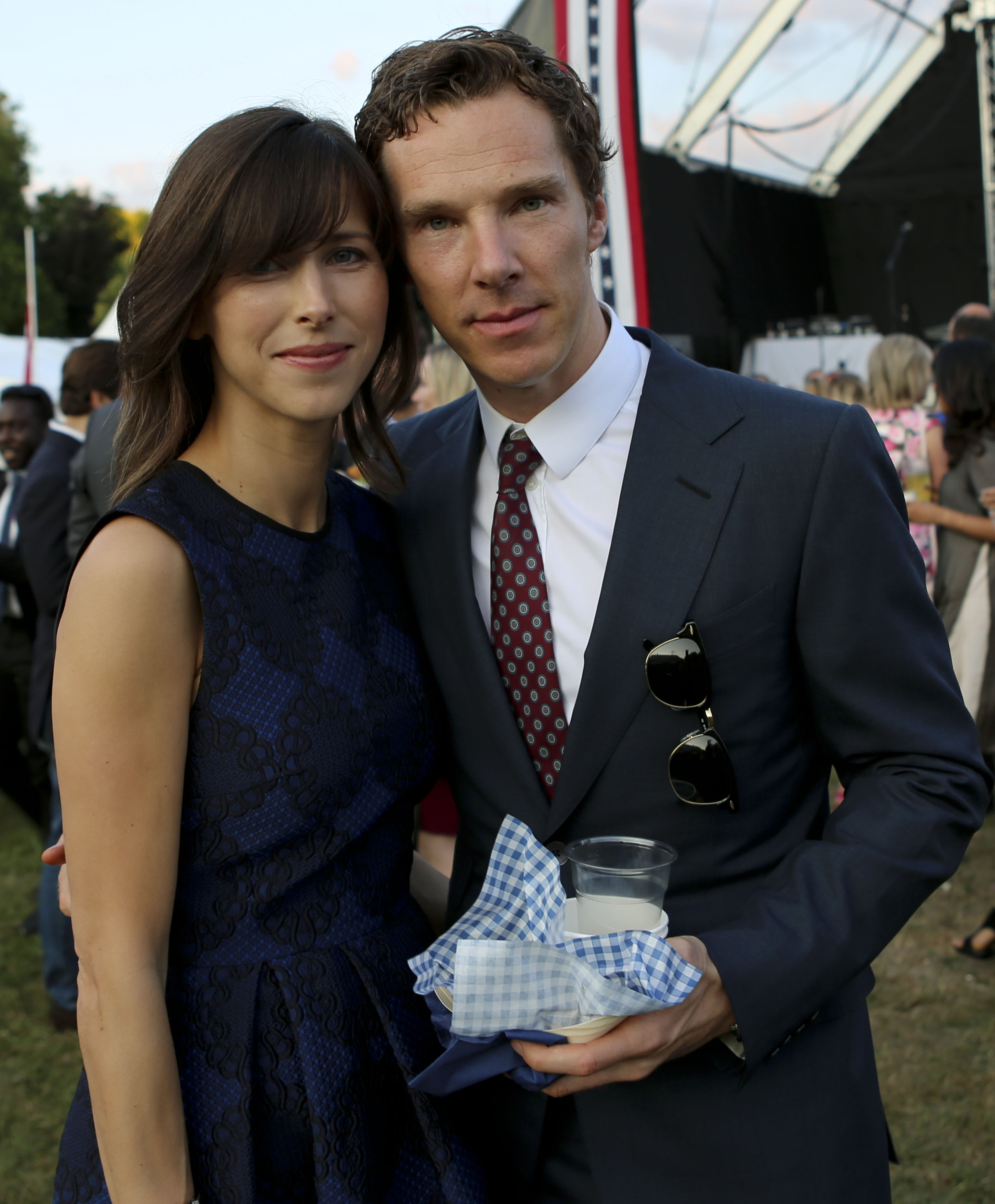
Benedict Cumberbatch cùng vợ anh, đạo diễn Sophie Hunter, tháng 7 năm 2015

Benedict Cumberbatch được biết đến là ngôi sao khá kín tiếng về đời tư và ít scandal. Trong khi còn ở KwaZulu-Natal, Nam Phi vào năm 2005, Cumberbatch và hai người bạn bị một nhóm người địa phương bắt cóc qua đêm và đe dọa bằng súng. Cuối cùng những kẻ bắt cóc đã đưa họ vào vùng không người ở và thả họ đi mà không một lời giải thích. Cumberbatch nói về sự việc: "Nó đã dạy tôi rằng cách bạn bước vào thế giới này cũng giống như cách bạn rời khỏi nó: một thân đơn độc. Điều đó khiến tôi muốn sống một cuộc đời ít bình thường hơn". Trước đó, họ đang nghe bài "How to Disappear Completely" của nhóm nhạc Radiohead. Sau này, cứ mỗi lần nghe lại bản nhạc ấy thì Benedict lại có cảm giác rằng nó "nhắc nhở [anh] về nhận thức thực tế [...và] lý do của niềm hy vọng".
Anh theo học triết lý Phật giáo và bày tỏ niềm yêu thích của mình đối với thiền định và chánh niệm. Ngoài ra, nam diễn viên cũng thực hiện chế độ ăn thuần chay.
Cumberbatch kết hôn với đạo diễn nhà hát và opera Sophie Hunter. Lễ đính hôn của họ đã được công bố trong mục "Những cuộc Hôn nhân Sắp tới" của tạp chí The Times vào ngày 5 tháng 11 năm 2014, sau tình bạn 17 năm giữa hai người. Ngày 14 tháng 2 năm 2015, cặp vợ chồng kết hôn tại nhà thờ thế kỷ 12 St. Peter and St. Paul trên đảo Isle of Wight nước Anh, sau đó đón tiếp khách mời tại Mottistone Manor. Họ hiện đã có với nhau ba người con trai: Christopher Carlton (sinh ngày 1 tháng 6 năm 2015), Hal Auden (sinh ngày 3 tháng 3 năm 2017), và Finn (sinh ngày 11 tháng 1 năm 2019).
Cumberbatch được phong tặng Huân chương Đế quốc Anh (CBE) vào sinh nhật của Nữ vương Anh năm 2015 cho sự cống hiến của anh vào các hoạt động nghệ thuật và từ thiện. Anh đã nhận được danh hiệu cao quý này từ Nữ vương Elizabeth II tại cung điện Buckingham vào ngày 10 tháng 11 năm 2015. Tháng 2 năm 2016, Cumberbatch được bổ nhiệm làm thành viên khách mời tại Lady Margaret Hall, Đại học Oxford.